# Ро² Рака
ρ² Рака (58 Рака, лат. ρ2 Cancri) — звезда, которая находится в созвездии Рака на расстоянии приблизительно 600 световых лет от Солнца. Это жёлтый яркий гигант класса G.